# 河合城
河合城（かわいじょう）は、兵庫県小野市新部町字構85-7にあった日本の城。別名堀殿城、新部上月城。

## 概要
室町時代に播磨の守護職であった赤松氏が東播磨の拠点として築いたとされ、赤松氏一族で佐用郡上月を名字の地とする国人・上月氏が城主を務めた。
加古川右岸の平地部に築かれた平城で、幅約12メートル×高さ約3メートルの土塁と、幅約9メートル×深さ約3メートルの堀に囲まれた主郭（本曲輪）は「源氏屋敷」と呼ばれ、その東西にも郭が認められた。東の郭を「ヤグラ」、西の郭を「ジョウナリ」と呼び、3区画は併せて「構（かまえ）」と呼ばれていた。城域は、東西約400メートル、南北約300メートルにも広がっており、東播磨でも屈指の規模を持った城であった。
小野市河合地区は、中世の京街道（京都―姫路）と加古川が交差する軍事上重要な位置にあり、周辺には堀井城や小堀城、金鑵城がある。それらの城の中で河合城が中核的な役割を果たしたとされる。
1441年（嘉吉元年）の嘉吉の乱の時には、赤松満祐が殺害した将軍足利義教の首をもって立ち寄ったとされている。上月氏は、この嘉吉の乱に際して所領を没収され一時衰退するが、赤松氏の播磨回復後は共に旧領に復したと見られている。その後、安土桃山時代に赤松則房に従い阿波国（徳島県）に下ったとされている。
1975年（昭和50年）の圃場整備事業によって、その景観は失われてしまった。一部で発掘調査が行われた後、土塁が削平され地表面で視認できる遺構は失われてしまったが、堀や曲輪等の遺構が未調査のまま埋没している。

## 所在地
兵庫県小野市新部町構85-7

## 最寄駅
- JR加古川線河合西駅

## 周辺史跡・寺社
- 小野陣屋跡
- 金鑵城跡（金鑵城遺跡広場）
- 河合館跡
- 河合西廃寺跡
- 河合廃寺跡
- 広渡廃寺跡（国史跡広渡廃寺跡歴史公園）
- 小堀城跡
- 浄土寺（新西国三十三箇所観音霊場）
- 鈴之宮神社
- 近津神社
- 堀井城跡（堀井城跡ふれあい公園）

## 周辺施設
- おの桜づつみ回廊
- 小野子午線公園
- 小野市立河合小学校
- 小野市立河合中学校
- 鴨池公園
- かわい快適の森
- 共進牧場
- 鍬渓温泉
- 白雲谷温泉ゆぴか
- ひまわりの丘公園
- 平池公園
- ホテルルートイン小野

## 周辺道路
- 国道175号